# Jimmy Conway
Pour les articles homonymes, voir Conway.
James Patrick Conway, dit Jimmy Conway, né le 10 août 1946 à Dublin (Irlande) et mort le 14 février 2020 dans l'Oregon aux États-Unis, est un footballeur international irlandais. 
Il joue au poste de milieu de terrain essentiellement en Angleterre pour le club de Fulham. Parti terminer sa carrière aux États-Unis, il devient ensuite entraîneur pour différentes équipes universitaires.

## Biographie

### Carrière de joueur
Jimmy Conway naît à Dublin, il est l'aîné d'une famille de douze enfants, six garçons et six filles. Il commence le football au sein du club de Stella Maris. En 1964, il signe à Bohemian dont il intègre rapidement l'équipe première. Il dispute deux saisons avant de signer en Angleterre à l'âge de 20 ans. C'est Fulham qui le recrute en 1966.
Conway reste dix saisons à Craven Cottage où il joue milieu de terrain ou ailier. Il dispute un total de 316 matchs de championnat et marque 67 buts. Il réalise sa meilleure performance lors de la saison 1969-1970, où il réussit la performance d'inscrire 21 buts en troisième division.
En 1975, il fait partie de l'équipe de Fulham qui dispute la finale de la Cup, battu finalement 2-0 par West Ham.
Jimmy Conway joue avec son frère John Conway (en) à Fulham. Un autre de ses frères, Tom (en) est lui aussi footballeur professionnel. Son fils, Paul est aussi footballeur essentiellement au sein de Carlisle United en troisième division anglaise dans les années 1990.
En 1976, il est recruté par Manchester City pour la somme de 30 000 livres sterling. Il ne joue que 13 matchs de championnat, mais marque lors de la dernière journée du championnat 1976-1977, saison que City termine à la deuxième place, derrière le Liverpool FC. Il joue également, lors de cette saison, une rencontre de Coupe de l'UEFA, remportée à domicile face à la Juventus.
En janvier 1978, il part aux États-Unis et signe aux Timbers de Portland, club de NASL. Il y reste deux saisons.
Jimmy Conway est pendant sa carrière sélectionné à 20 reprises en équipe nationale irlandaise. Il dispute son premier match international le 23 octobre 1966, face à l'Espagne, lors des éliminatoires de l'Euro 1968 (score : 0-0 à Dublin). Il reçoit sa dernière sélection le 24 avril 1977, en amical contre la Pologne (score : 0-0 à Dublin).
Conway inscrit trois buts avec l'équipe d'Irlande. Il marque son premier but le 10 mai 1971, contre l'Italie, lors des éliminatoires de l'Euro 1972 (défaite 1-2 à Dublin). Il inscrit son deuxième but le 12 mai 1974, en amical contre le Chili (victoire 1-2 à Ñuñoa). Son dernier but est inscrit le 11 mars 1975, en amical contre l'Allemagne de l'Ouest (victoire 1-0 à Dublin).

### Carrière d'entraîneur
Une fois sa carrière de joueur terminée, Jimmy Conway embrasse celle d'entraîneur. Il commence comme assistant au sein des Timbers de Portland avant de prendre en main des équipes universitaires. L'équipe de Pacific University (en) dans un premier temps, celle des Beavers d'Oregon State pendant huit saisons.
Jimmay Conway meurt le 14 février 2020 après plus de 10 années de maladie cérébrale

## Palmarès
- Vice-champion d'Angleterre en 1977 avec Manchester City
- Finaliste de la Coupe d'Angleterre en 1975 avec Fulham

## Sources
- (en) Stephen McGarrigle, The Complete who's who of Irish international football : 1945-1996, Edimbourg, Mainstream Publishing, octobre 1996, 237 p. (ISBN 1-85158-894-9), p. 43-44